# 堀嘉昭
堀 嘉昭（ほり よしあき, 1933年〈昭和8年〉- 2000年〈平成12年〉は日本の医学者、医師。専門は皮膚科学。勲三等瑞宝章。

## 来歴
堀家は江戸時代より代々富山藩典医。父親は第二次世界大戦まで皇室の侍医、戦後は内科開業医。1933年（昭和8年）、東京市芝区にて出生。
都立新宿高等学校卒業。東京大学教養学部理科2類入学。森田一元衆議院議員（大蔵官僚、大平正芳元首相の娘婿）は、理2-B組の同級生。1960年（昭和35年）東京大学医学部医学科卒業。1年間東大病院にて実地修練（インターン）。1961年（昭和36年）東京大学医学部皮膚科教室入局。同時に、東京大学大学院生物系研究科医学専門課程入学（指導教官：川村太郎東大皮膚科教授）。1965年（昭和40年）大学院修了、医学博士。東京大学医学部文部教官助手。虎の門病院皮膚科医員（1年間）。1966年（昭和41年）帰局、東大助手。先に渡米し研究していた先輩から留学の誘いを受けた。恩師川村教授は、「米国に行かなくても、日本でも研究はできますよ。」と引き留めたが、渡米した。1966年（昭和41年）米国ハーバード大学医学部皮膚科リサーチフェロー（博士研究員, 主任: T.B.Fitzpatrick教授）。メラニン色素研究の権威のもとで、日本の大学とは違い雑用から解放され、研究、診療（附属病院のマサチューセッツ総合病院, MGH）に専念。1969年（昭和44年）帰国、東大助手に復職。1971年（昭和46年）北里大学医学部皮膚科助教授（主任：西山茂夫教授）。病院は開院したが卒業生はまだ出ておらず、医局員が少なかった。教授と二人で、大病院志向の時代、基幹病院のなかった神奈川県北部地域の多数の外来患者をものすごい速さで診察し、午後からは手術。早朝には学生の医師国家試験対策講義。その甲斐があり神奈川県の新設医大ではトップの成績だった。東大皮膚科久木田淳教授の命により、1978年（昭和53年）東京大学医学部皮膚科助教授, 東大病院分院皮膚科科長。1983年（昭和58年）山梨医科大学皮膚科初代教授。1987年（昭和62年）九州大学医学部皮膚科第5代教授。第12代日本皮膚科学会理事長。麻生泰社長の熱心な勧誘により、翌年3月の九大の定年前に退官した。1996年（平成8年）12月麻生セメント（株）飯塚病院院長。叙勲：勲三等瑞宝章。

## 人物
皮膚科医としての人生の殆どを医育機関で過ごした。皮膚科医にならなければ、第一外科（主に消化器外科）か脳神経外科に進もうと考えていた。どちらも成績がよく、教授や野球部の先輩（昭和天皇の主治医を務めた森岡恭彦東大第一外科教授、三島好雄医科歯科大第二外科教授、尾形悦郎東大第四内科教授他、後年多くが有名教授になった）に勧誘されたという。
医学部に進学しなければ、法学部に進学し法職に就こうと考えていた。当時、他大学医学部学生は、大学入学時より医学進学課程に在籍したが、東京大学のみ旧制高等学校と同様の進学振り分け制度が存続した。理科2類から医学部への進学は競争が激しく、留年が多く、医学進学課程のなかった新設の東京医科歯科大学へ進学する学生も多かった。後に医学部進学が確約された理科3類が1962年（昭和37年）に設置された。大学受験時、慶応大学医学部と横浜市立大学医学部（特待生）に合格した為、医学部進学が約束された慶応大学への進学も考えた。しかし、旧制県立富山中学校、旧制第四高等学校から東京帝大医学部に現役で進学した父親は他大学進学を許可しなかったという。自身が旧制高等学校在学中の大正時代初期まで、医学部は帝国大学3校（東大、京大、九大）のみで、他は全て旧制中学卒業で入学する医学専門学校であった。全国の旧制高等学校理科乙類（独語第1選択クラスの医学部進学コース）の定員と帝国大学医学部の定員は同数で、進学振り分けで進学先が決まっていた。
趣味は野球。鉄門（東大医学部）野球部時代はショート、あるいはセカンド。在学中、第1回東日本医科学生体育大会（東医体）を鉄門が開催し野球部も主管。医局対抗野球ではピッチャー。同じく野球好きの、北里大学皮膚科西山茂夫教授の皮膚科医の採用面接では、「皮膚科医の条件は何かね？」と聞かれた医学部学生は一般的なことを答えたが、「そんなことは当たり前だ。野球だよ！」と言ったことは有名だった。チーム名は「Lues」（梅毒のこと）。なお、大正時代までに創立した多くの医学部、医科大学、医学専門学校では、「皮膚病梅毒学講座」が一般的であった。
観戦においては、特定の球団を応援していたわけではなく、野球そのものを楽しんでいた。福岡ドームでのダイエー戦では、応援している姿が何度もテレビ画面に映った。一方、当時米国で活躍中のドジャース、野茂英雄投手の試合の放映はNHK-BSのみであり、皮膚科医局では観ることが出来なかった。医局長にお願いしたところ、パラボラアンテナを設置してもらえることになった。自宅においては、CS放送（当時はアナログ）のスカパー放送開始と同時に契約し、全国のプロ野球中継が観られる状態であった。ゴルフもするが、チームプレイの野球が一番の世代だった。九大皮膚科教室の主催した第93回日本皮膚科学会総会では、先の医局長の尽力により、各支部対抗の親善野球大会を福岡ドームを借り切って開催した。九大同僚教授からは、「学会で誰が何を話したかなんてすぐに忘れてしまいますが、野球をやったことはいつまでも覚えていてくれますよ」と言われたという。

## 学会・研究活動
主研究領域は、色素異常症、皮膚悪性腫瘍、母斑症。
電子顕微鏡を用いた形態学的手法、免疫学的手法により、メラニン形成機序、母斑細胞母斑・皮膚色素異常症・神経皮膚症候群の病態生理。 悪性黒色腫・皮膚悪性腫瘍の免疫組織化学的診断および治療など多岐にわたる。 九大油症治療研究班の班長を6年間務めた。 
日本皮膚科学会理事長（第12代）。1988年（昭和63年）：第13回日本研究皮膚科学会会長。1989年（平成元年）：第4回日本色素細胞学会会長。1994年（平成6年）：第93回日本皮膚科学会総会会長。1994年（平成6年）：色素細胞と悪性黒色腫の国際シンポジウム会頭。

## 学外活動
- 文部省 学術審議会専門委員、大学設置・学校法人審議会専門委員、学位授与機構審査会専門委員
- 厚生省 特定疾患（難病）調査研究班班員

## 文献
堀 嘉昭教授退官記念「堀 嘉昭教授業績ならびに教室業績」九州大学医学部皮膚科教室編 1997,  実地皮膚科学 文光堂 1986, 色素異常症 皮膚科MOOK No.5 金原出版 1986, 毛の医学 文光堂 1987, YUSHO A Human Disaster Caused by PCBs and Related Compounds. 1996, 皮膚悪性リンパ腫アトラス 文光堂 1996, 内科医のための皮膚病変のみかた 文光堂 1999